# جانی پارسونز
جانی وودرو پارسونز (انگلیسی: Johnnie Woodrow Parsons؛ زادهٔ ۴ ژوئیهٔ ۱۹۱۸ در لس آنجلس، کالیفرنیا، درگذشتهٔ ۸ سپتامبر ۱۹۸۴) رانندهٔ مسابقات اتومبیل‌رانی اهل ایالات متحده آمریکا بود که از فصل ۱۹۵۰ تا ۱۹۵۸ در مجموع در ۹ گراند پری از مسابقات جهانی فرمول یک شرکت کرد.
او در طول دوران فعالیت خود در فرمول یک، در ۱ مسابقه موفق شد سریع‌ترین زمان طی یک دور پیست را به نام خود ثبت کند. او در این مسابقات ۱ بار بر روی سکو رفت، مجموعاً ۱ بار به پیروزی دست یافت و ۱۲ امتیاز را به نام خود به‌ثبت رساند.
پارسونز در ۸ سپتامبر ۱۹۸۴ درگذشت.